# Abraham Zvi Idelsohn
Abraham Zvi Idelsohn, född den 14 juli 1882 i Feliksberg utanför Liebau, Lettland, död den 14 augusti 1938 i Johannesburg, Sydafrika, var en tysk-lettisk-judisk musikforskare, judisk etnolog, musikolog och kompositör, som genomförde flera omfattande studier av judisk musik runt om i världen.

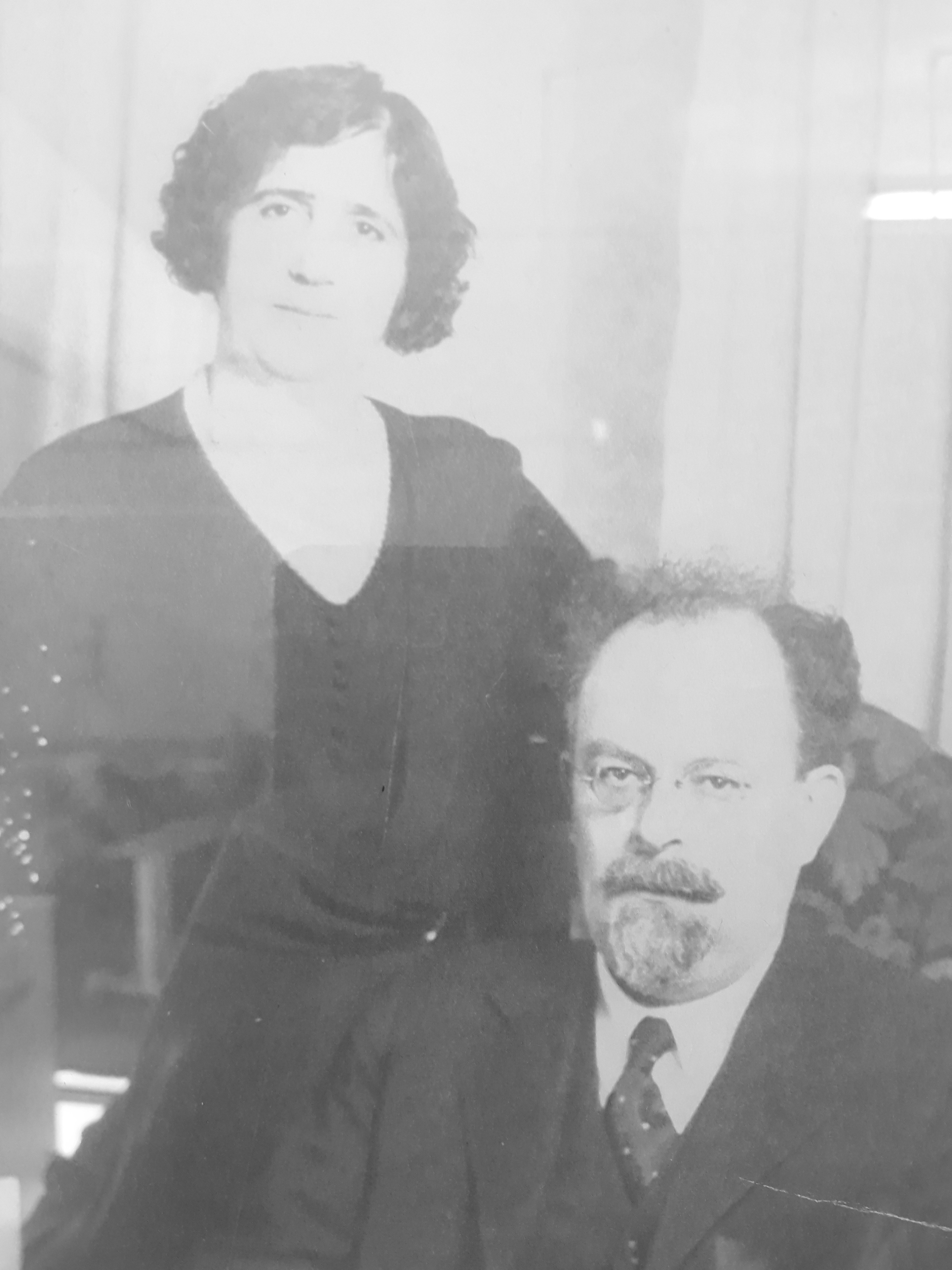
Porträtt av Abraham och Tzilla Idelsohn år 1935.

## Biografi
Efter att ha utbildat sig till kantor, arbetade Idelsohn en kort tid i både Europa och Sydafrika innan han 1905 emigrerade till Palestina och grundade en judisk musikskola i Jerusalem 1919. Han verkade senare i Leipzig och Berlin, men flyttade 1922 till Nordamerika och blev 1924 professor vid Hebrew Union College i Cincinnati, Ohio.
Idelsohn dog i Johannesburg där han också stödde inrättandet av sydafrikanska Progressiva judendomen. Han var morfar till Joel Goodman Joffe (Baron Joffe). 

### Forskning
Hans forskning om den judiska musikens historia har också haft betydelse för förståelsen av den gregorianska sången och dess orientaliska rötter.
Idelsohn är allmänt erkänd som "fader" till modern judisk musikvetenskap, trots hans publicering började efter den som Angie Irma Cohon inlett. Under sin tid i Jerusalem noterade han en stor mångfald av musikaliska traditioner bland judarna som lever kvar i regionen. Han undersökte dessa traditionella melodier och fann återkommande motiv och progressioner som inte hittats i någon annan nationell musik. Detta tydde på ett gemensamt ursprung för musikaliska fraser som gick tillbaka till Israel/Palestina under det första århundradet e.Kr. Han fann att dessa motiv sönderföll i tre distinkta toncentra, som motsvarade de dorianska, frygiska och lydiska faserna hos de gamla grekerna. Var och en av dessa framkallar en distinkt psyko-emotionell reaktion. Dorianfasen användes för texter av en upphöjd och inspirerad natur, den frygiska för sentimentala texter, med deras mycket mänskliga utbrott av känsla, både av glädje och sorg, medan den lydiskan användes till att komponera musik för texter av klagan och bekännelser av synder. Idelsohn kategoriserade och definierade ytterligare dessa motiv som sådana som antingen förberedde en musikalisk fras, inledde den eller avslutade den.

### Arbeten
Hans arbeten inkluderar den monumentala Thesuarus of Hebrew Oriental Melodies (10 band 1914 – 32), Jewish Music (1929) och ett samarbete med Cohon om Harvest Festivals, A Children's Succoth Celebration. Han anses också vara författare till den välkända judiska folksången ”Hava Nagila”.